# Primas (církev)
Primas (z lat. prima sedes episcoporum, česky první biskupský stolec) je čestný titul, náležející některým biskupům, kteří jsou držiteli tzv. primátu. S titulem je spojeno čestné a přednostní postavení mezi arcibiskupy a biskupy určité církevní provincie, regionu nebo země. S titulem mohou být spojena další práva, která jsou historicky vázána k jednotlivým primátům. Titul primas je užíván zejména v rámci katolické církve a některých protestantských církví.

## Primas v katolické církvi
V rámci katolické církve existuje titul primase pouze pro římskokatolickou církev. Ve východních katolických církvích není tento titul užíván.

### Právní zakotvení
Kodex kanonického práva (CIC) v platném znění vymezuje postavení primase v kánonu č. 438.
| „               | Titul patriarchy a primase znamená pouze poctu, a v církvi latinského obřadu není spojen s mocí řízení, pokud z papežského privilegia nebo schváleného obyčeje neplyne něco jiného. | “ |
| — CIC, kán. 438 | |   |

Ve většině případů má proto primas práva a povinnosti takové, které plynou zejména z jeho hlavního úřadu, s nímž je titul primase spjat (ve všech případech sídelní biskup nebo arcibiskup diecéze).

Prázdné schéma znaku primase, který není kardinálem (zelené galero, patnáct střapců, patriarchální kříž)

Prázdné schéma znaku primase lotrinského, který není kardinálem (zelené galero, deset střapců, latinský kříž)

Prázdné schéma znaku primase německých zemí, který není kardinálem (červené galero, deset střapců, patriarchální kříž, zde ve verzi s palliem)

### Privilegia
Téměř všechny existující primáty jsou spojeny s úřadem arcibiskupa, který je zároveň i metropolitou církevní provincie. Mají tak právo nosit pallium, a jako metropolité i čestnou přednost v liturgickém průvodu, při liturgii jako takové, apod.
Výjimkou je biskup z Nancy-Toul, který je nositelem titulu primas lotrinský. Protože není metropolitou, nemá nárok na užívání pallia. Místo něj užívá zvláštním právem rationale.
Salcburští arcibiskupové, mohou na základě titulu primas Germaniae užívat schéma znaku v červené barvě a rovněž užívat biskupský chórový oděv v červené barvě, namísto fialové.

### Seznam katolických primasů

#### Evropa
- Anglie a Wales – arcibiskup westminsterský
- Belgie – od roku 1560 je jím Arcibiskup mechelensko-bruselský
- Česko – Primas Bohemiæ / arcibiskup pražský (na základě Obnoveného zřízení zemského z roku 1627)
- Francie :
  - Arcibiskup lyonský má titul Primas Galiae
  - Arcibiskup rouenský je nositelem titulu Primas Normandiae
  - Biskup v Nancy má titul Primas lotrinský
- Chorvatsko
  - Primas dalmatský a celého Chorvatska
- Itálie – primasem italským je biskup římský (papež)
  - Arcibiskup palermský je primasem Sicílie.
  - Arcibiskup cagliarský je primasem Sardinie a Korsiky (titul však používá i arcibiskup pisánský.
  - Arcibiskup otrantský používá titul primase Salenta.
- Irsko – biskup armaghský (Primate of All Ireland) a dublinský (Primate of Ireland)
- Uhersko a Maďarsko – Primas Hungariæ / arcibiskup ostřihomský
- Německo a Rakousko – Primas Germaniæ / arcibiskup salcburský
- Nizozemí a Belgie – arcibiskup malínský
- Polsko – Primas Poloniæ / arcibiskup hnězdenský (Primas Regni Poloniæ)
- Portugalsko – arcibiskup v Braze
- Skotsko – arcibiskup v Saint Andrews a Edinburghu
- Španělsko – arcibiskup toledský
  - Arcibiskup tarragonský je primasem v Katalánsku

#### Mimo Evropu
- Peru – arcibiskup limský (od 1572)
- Brazílie – arcibiskup v São Salvador da Bahia (od 1676)

### Galerie

Schéma znaku primase lotrinského (znak Mons. Papina, biskupa z Nancy a Toulu)
Schéma znaku primase německých zemí (znak Mons. Lacknera, arcibiskupa salcburského)
Schéma znaku primase, který je arcibiskupem-metropolitou (znak Mons. de Bailleula, arcibiskupa rouenského)
Schéma znaku primase, který je zároveň kardinálem (znak kardinála Duky, arcibiskupa pražského)

## Primas v protestantských církvích

### Anglikánská církev
Anglikánská církev titul primas užívá pro své přední arcibiskupy. V Anglii jsou to arcibiskupové z Canterbury a z Yorku. Irští anglikáni užívají tento titul pro arcibiskupy z Armaghu a Dublinu. Pouze tito čtyři arcibiskupové se účastní vzájemných synod mezi nimi.

### Švédská církev
Švédská církev užívá titul primase pro svého arcibiskupa z Uppsaly.